# برنامه گفتگوی آخر شب

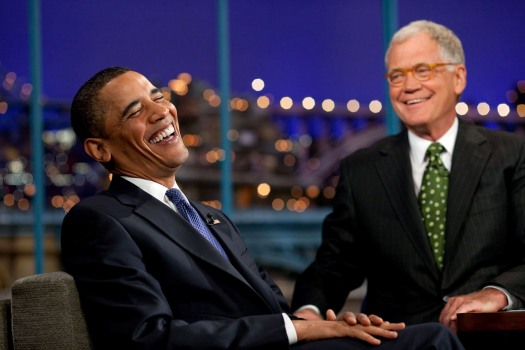
نمایش‌های گفتگوی آخر شب معمولاً دارای بخش مصاحبه با مهمان هستند. در اینجا دیوید لترمن درحال مصاحبه با باراک اوباما است.

برنامه گفتگوی آخر شب یا نمایش گفتگومحور آخر شب یا لیت نایت تاک شو (به انگلیسی: Late-night talk show) یک ژانر تاک شو کمدی پرطرفدار در ایالات متحده است. این ژانر برای اولین بار در ایالات متحده ابداع شد. این نمایش‌ها اغلب شامل صحبت‌های طنز آمیز مجری دربارهٔ اخبار و رویدادهای روز، مصاحبه با مهمان‌ها، مجموعه‌های کوتاه کمدی و اجرای موسیقی زنده هستند. این ژانر با برنامه نمایش امشب با جانی کارسون که در شبکه ان‌بی‌سی و با میزبانی جانی کارسون پخش می‌شد محبوبیت پیدا کرد. معمولاً میزبان برنامه مصاحبه را از پشت یک میز انجام می‌دهد و مهمان نیز روی مبل می‌نشیند. بیشتر نمایش‌های گفتگوی آخر شب دارای گروه موسیقی مخصوص خود هستند که در طول تبلیغات تلویزیونی به‌طور زنده برای بیننده‌های حاضر در استودیو، موسیقی اجرا می‌کند و گاهی نیز یک خواننده یا نوازنده معروف در این گروه‌های موسیقی به عنوان مهمان حضور پیدا می‌کند.